# 聖アグネス (スタンツィオーネ)
『聖アグネス』（せいアグネス、西: Santa Inés、英: Saint Agnes）は、イタリア・バロック期の画家マッシモ・スタンツィオーネが1635–1640年ごろ、キャンバス上に油彩で制作した絵画である。4世紀にキリスト教を信奉したために殉教した高貴な家出身の女性聖アグネスを主題としている。1954年に、絵画をトマス・アリス (Tomás Harris) のコレクションで見た研究者ホセ・ミリクア (José Milicua) によりマッシモ・スタンツィオーネに帰属された。その後、作品はサンティアゴ・エスポーナ (Santiago Espona) 氏の所有となったが、氏が1958年11月に作品をバルセロナのカタルーニャ美術館に遺贈して以来、同美術館に所蔵されている。

## 作品
画面に描かれている聖アグネスは異教の神の生贄となることを拒否し、全裸で売春宿に送られた女性である。しかし、彼女の髪が瞬く間に伸びて身体を覆い、さらに天使が現れて白い衣を与えた。アグネスを襲おうとした男も、突然の死を遂げる。その後、火刑に処された際にも火が彼女を避ける奇跡が起きたが、最後は喉を裂かれて殉教した。「アグネス」という名前がラテン語の「子羊」という語と韻が近いことから、彼女のアトリビュート (人物を特定する事物) は子羊となっている。
この絵画は、4分3の身体像で表された聖アグネスが神と直接対話している姿を描いている。彼女の頭部はやや上に向けられ、指は胸の上に広げられている。彼女のもう一方の手は、神の子羊を撫でている。首の横から肩の一部が見えており、これが本作で最も官能的な部分となっている。

## 分析
この絵画をスタンツィオーネに帰属するにあたり、ホセ・ミリクアは、ナポリのラリッチャ (Laliccia) ・コレクションにあるスタンツィオーネによる別の『聖アグネス』との比較を提示した。両作品のモデルは同じで、頭部のわずかな傾きが異なっているだけである。どちらの作品でも伝統的な聖性を表す光輪とシュロの葉は欠如しているが、それは17世紀のナポリの美術においては一般的なことであった。このような表徴はないものの、聖アグネスが神に選ばれた者であるという地位は、上げられた頭部、眼、開かれた口、胸の上で指を広げた手に見ることができる。画面下部左隅にある石塊は、17世紀ナポリ派絵画においてしばしば用いられたモティーフである。しかし、聖アグネスが描かれる場合は、石塊は神の子羊、すなわち生贄の子羊が置かれる祭壇を表すための役割も持つ。
なお、キャンバスの裏側には聖アグネスを讃える英語の詩の数行が貼りつけられているが、これは19世紀あるいはそれ以前のものかもしれないような印刷物から切り取られたものである。

### 展覧会の目録での記載[5]
- 1958 バルセロナ　p.11  78番
- 1963 バルセロナ　P.16
- 1987 ジローナ   p.48  46番
- 1989 バルセロナ　p.49  46番
- 1998 パルマ・デ・マヨルカ　p.114 32番